# Berthier (Bas-Canada)
Pour les articles homonymes, voir Berthier.
Berthier (désigné Warwick jusqu'en 1829) est un district électoral de la Chambre d'assemblée du Bas-Canada ayant existé de 1792 à 1838.

## Histoire
Son territoire correspond à la rive nord du fleuve Saint-Laurent de Lavaltrie à Berthierville. Warwick est l'un des 27 districts électoraux instaurés lors de la création du Bas-Canada par l'Acte constitutionnel de 1791. Il s'agit d'un district représenté conjointement par deux députés, parfois d’allégeance différente. En 1829, le district de Warwick est francisé Berthier. Il est suspendu de 1838 à 1841 en raison de la Rébellion des Patriotes. À partir de 1841, le district est conservé au sein du Parlement de la province du Canada.

## Liste des députés

### Siègeno1
| Années | Années      | Député                               | Parti       |
| ------ | ----------- | ------------------------------------ | ----------- |
|        | 1792 - 1796 | Pierre-Paul Margane de Lavaltrie     | Canadien    |
|        | 1796 - 1800 | Charles-Gaspard Tarieu de Lanaudière | Bureaucrate |
|        | 1800 - 1804 | Ross Cuthbert                        | Bureaucrate |
|        | 1804 - 1808 | Ross Cuthbert                        | Bureaucrate |
|        | 1808 - 1809 | Ross Cuthbert                        | Bureaucrate |
|        | 1809 - 1810 | Ross Cuthbert                        | Bureaucrate |
|        | 1810 - 1814 | Louis Olivier                        | Indépendant |
|        | 1814 - 1816 | Jacques Deligny                      | Indépendant |
|        | 1816 - 1820 | Jacques Deligny                      | Indépendant |
|        | 1820 - 1820 | Alexis Mousseau                      | Canadien    |
|        | 1820 - 1824 | Alexis Mousseau                      | Canadien    |
|        | 1824 - 1827 | Louis-Marie-Raphaël Barbier          | Bureaucrate |
|        | 1827 - 1830 | Alexis Mousseau                      | Patriote    |
|        | 1830 - 1834 | Alexis Mousseau                      | Patriote    |
|        | 1834 - 1838 | Alexis Mousseau                      | Patriote    |

### Siègeno2
| Années | Années      | Député                   | Parti       |
| ------ | ----------- | ------------------------ | ----------- |
|        | 1792 - 1796 | Louis Olivier            | Indépendant |
|        | 1796 - 1800 | James Cuthbert           | Bureaucrate |
|        | 1800 - 1804 | James Cuthbert           | Bureaucrate |
|        | 1804 - 1808 | James Cuthbert           | Bureaucrate |
|        | 1808 - 1809 | James Cuthbert           | Bureaucrate |
|        | 1809 - 1810 | James Cuthbert           | Bureaucrate |
|        | 1810 - 1811 | James Cuthbert           | Bureaucrate |
|        | 1812 - 1814 | Ross Cuthbert            | Bureaucrate |
|        | 1814 - 1816 | Ross Cuthbert            | Bureaucrate |
|        | 1816 - 1820 | Joseph Bondy dit Douaire | Indépendant |
|        | 1820 - 1820 | Ross Cuthbert            | Bureaucrate |
|        | 1820 - 1824 | Jacques Deligny          | Canadien    |
|        | 1824 - 1827 | Jacques Deligny          | Canadien    |
|        | 1827 - 1830 | Jacques Deligny          | Patriote    |
|        | 1830 - 1834 | Jacques Deligny          | Patriote    |
|        | 1834 - 1838 | Jacques Deligny          | Patriote    |